# Alessandro Varaldo
Alessandro Varaldo (né à Ventimille le 25 janvier 1876 et mort à Rome le 18 février 1953) est un journaliste, dramaturge et écrivain italien.

## Biographie
Alessandro Varaldo est né à Ventimille le 25 janvier 1876. Il entre très jeune dans le journalisme et se consacre ensuite au théâtre et à la narration. De 1920 à 1928, il a été directeur de la Société italienne des auteurs. De son abondante production, marquée par un sens de l'aventure entre humour et pathétique, et les schémas de la « littérature bourgeoise » du XIXe siècle. Alessandro Varaldo est mort à Rome le  18 février 1953.

## Œuvres
Comédie
- L'altalena (1910)

Romans et nouvelles
- La bella e la bestia (1917)
- La grande passione (1920)
- L'ultimo peccato (1920
- La troppo bella (1939
- Leggende e storie dell'800 (1943)
- Profili di attrici e di attori (1926)
- Pellegrinaggi letterari (1937)[1]